# Joaquín Suárez
Joaquín Suárez – miasto w Urugwaju, w departamencie Canelones.